# Enrutamiento triangular
El enrutamiento triangular es un método para transmitir paquetes de datos en redes de comunicaciones. Usa una forma de enrutamiento que manda un paquete a un sistema proxy antes de la transmisión al destino previsto. El enrutamiento triangular es un problema en la IP móvil, sin embargo encuentra aplicaciones en otras situaciones de red, por ejemplo para evitar problemas asociados con la traducción de las direcciones de red (NAT “network address translation”), implementado, por ejemplo, por Skype.

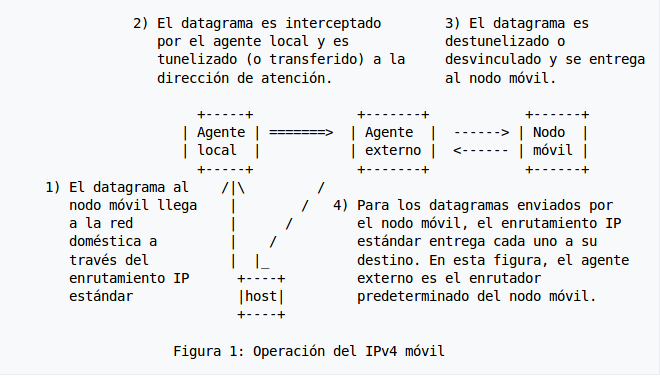
Figura 1: Operación del IPv4 móvil

## Descripción
Notación Usada
CH – Host correspondiente
MH – Host móvil
HA – Agente local
FA – Agente externo

### Problema de enrutamiento triangular
El problema en comunicación entre un host fijo y un host móvil, como por ejemplo un ordenador doméstico y un teléfono móvil, es que mientras el host móvil conoce la dirección del host fijo, el host fijo no sabe la dirección actual del host móvil. Por tanto, se debe usar un enrutamiento diferente para las diferentes direcciones.
En IP móvil, los paquetes que son enviados a un host móvil por el host correspondiente son enrutados primero al agente local del host móvil y luego son enviados al host móvil en su ubicación actual. Sin embargo, los paquetes que son enviados desde el host móvil no se deben manejar o tratar de esta manera.

### Solución
Para IP móvil, la optimización del enrutamiento es necesaria porque todos los paquetes que son enviados al host móvil deben pasar a través del agente local pero la ruta puede no ser la mejor. Después de recibir los paquetes enviados por el host correspondiente al host móvil, el agente local notifica al host correspondiente la información vinculante sobre el host móvil, es decir, la dirección actual del agente externo del host móvil y el host correspondiente encapsula los paquetes y establece el túnel al agente externo para la transmisión transparente. La información de enlace se transfiere a través de un número de puerto definido. Si el host móvil se mueve de nuevo, el nuevo agente externo transferirá la información actualizada del enlace al antiguo agente externo para garantizar que los paquetes son transferidos al nuevo agente externo. Y mientras tanto, el agente local obtiene la información actualizada del enlace para que los subsiguientes paquetes se transfieran directamente del correspondiente host al nuevo agente externo. El IP móvil con la optimización de ruta establece altos requisitos en el host correspondiente. El host correspondiente deberá tener la capacidad de obtener la información del enlace, encapsular los paquetes y establecer el túnel. Por tanto, la pila de protocolos del host correspondiente necesita muchas modificaciones.
Esto puede ocasionar problemas cuando se utilicen servicios que realizan filtrado de ingreso, ya que la dirección de origen en el paquete será la dirección de inicio del host móvil, no la dirección de atención asignada al host en su red de invitado. Para evitar esto, muchas implementaciones de IP móvil ofrecen la opción de tunelizar los paquetes desde el host móvil a través del agente local también.
A diferencia del IPv4 móvil, el IPv6 móvil evita el enrutamiento triangular y, por lo tanto, es tan eficiente como el IPv6 nativo.